# Euphorbia specksii
Euphorbia specksii es una especie fanerógama perteneciente a la familia de las euforbiáceas. Es endémica de Tanzania.

## Descripción
Es una planta perenne, un subarbusto que alcanza un tamaño de  ± 30 cm  de altura, raramente alcanza los 100 cm, con raíz tuberosa, ramificada, con raíces delgadas, con corteza gris, con internodos largos, con ramas basales y apicales y hojas caducas.

## Ecología
Se encuentra en suelos de laterita ricos en humus en el bosque de miombo junta con Raphionacme madiensis y Dorstenia cuspidata.
Está estrechamente relacionada con Euphorbia platycephala. Solo se conoce el holotipo recolectado en el año 1999.

## Taxonomía
Euphorbia specksii fue descrita por Werner Rauh y publicado en Records of the Albany Museum 4: 93. 1931.
Etimología
Euphorbia: nombre genérico que deriva del médico griego del rey Juba II de Mauritania (52 a 50 a. C. - 23), Euphorbus, en su honor – o en alusión a su gran vientre –  ya que usaba médicamente Euphorbia resinifera. En 1753 Carlos Linneo asignó el nombre a todo el género.
specksii: epíteto otorgado en honor del alemán Ernst Specks, coleccionista y reproductor de plantas suculentas, especialmente euforbias.